# Kōge
Kōge (上毛町?) è una cittadina giapponese della prefettura di Fukuoka.